# 49-й Венецианский кинофестиваль
49-й Венецианский международный кинофестиваль проходил в Венеции (Италия) с 1 по 13 сентября 1992 года.

## Жюри
- Деннис Хоппер (США) и Иржи Менцель (Чехословакия) (Президенты),
- Джанни Амелио (Италия),
- Эннио Морриконе (Италия),
- Анн Броше (Франция),
- Нил Джордан (Ирландия),
- Ханиф Курейши (Великобритания),
- Форест Уитакер (Великобритания),
- Майкл Ритчи (США),
- Жак Сиклир (Франция),
- Фернандо Эсекьель Соланас (Аргентина).

## Конкурсная программа
| Название                          | Оригинальное название             | Режиссёр            | Страна                               |
| --------------------------------- | --------------------------------- | ------------------- | ------------------------------------ |
| Отсутствие                        | Die Abwesenheit                   | Петер Хандке        | Германия · Франция · Испания         |
| Охота на бабочек                  | La chasse aux papillons           | Отар Иоселиани      | Германия · Франция · Италия          |
| Акла                              | La discesa di Aclà a Floristella  | Аурелио Гримальди   | Италия                               |
| Братья и сёстры                   | Fratelli e sorelle                | Пупи Авати          | Италия                               |
| Гюльваар                          | Guelwaar                          | Усман Сембен        | Сенегал · Франция                    |
| Американцы                        | Glengarry Glen Ross               | Джеймс Фоли         | США                                  |
| Сердце зимой                      | Un coeur en hiver                 | Клод Соте           | Франция                              |
| Отель де Люкс                     | Hotel de Lux                      | Дан Пица            | Сенегал · Румыния                    |
| В супе                            | In The Soup                       | Александр Рокуэлл   | США · Германия · Франция             |
| Ветчина, ветчина                  | Jamón, jamón                      | Бигас Луна          | Испания                              |
| Родник                            | Kaivo                             | Пекка Лехто         | Финляндия                            |
| Л-627                             | L.627                             | Бертран Тавернье    | Франция                              |
| Смерть неаполитанского математика | Morte di un matematico napoletano | Марио Мартоне       | Италия                               |
| Оливье, Оливье                    | Olivier, Olivier                  | Агнешка Холланд     | Франция                              |
| Орландо                           | Orlando                           | Салли Поттер        | Великобритания                       |
| Чума                              | La Peste                          | Луис Пуэнсо         | Великобритания · Аргентина · Франция |
| Воспитание Каина                  | Raising Cain                      | Брайан Де Пальма    | США                                  |
| Чувствительный милиционер         | Чувствительный милиционер         | Кира Муратова       | Украина · Франция                    |
| Цю Цзю идёт в суд                 | 秋菊打官司                        | Чжан Имоу           | Китай                                |
| Последнее погружение              | O Último Mergulho                 | Жуан Сезар Монтейру | Португалия · Франция                 |

## Награды
- Золотой лев: Цю Цзю идёт в суд, режиссёр Чжан Имоу
- Серебряный Лев — Особый приз жюри: Смерть неаполитанского математика, режиссёр Марио Мартоне
- Серебряный лев за лучшую режиссёрскую работу: Клод Соте — Сердце зимой; Дан Пица — Отель де Люкс; Хосе Хуан Бигас Луна — Ветчина, ветчина
- Кубок Вольпи за лучшую мужскую роль: Джек Леммон — Американцы
- Кубок Вольпи за лучшую женскую роль: Гун Ли — Цю Цзю идёт в суд
- Золотой лев за вклад в мировой кинематограф: Френсис Форд Коппола, Жанна Моро и Паоло Вилладжо